# Kostelany nad Moravou
Kostelany nad Moravou – gmina w Czechach, w powiecie Uherské Hradiště, w kraju zlińskim.
1 stycznia 2012 liczyła 940 mieszkańców.
W miejscowości jest  przystanek kolejowy Kostelany nad Moravou.